# عنكبوت صياد خماسي الأسنان
عنكبوت صياد خماسي الأسنان (الاسم العلمي: Eusparassus quinquedentatus) هو نوع من العنكبوتيات يتبع جنس العنكبوت الصياد من فصيلة العناكب الصيادة.